# Otto Vogt (Oberamtmann, 1856)
Otto Vogt (* 6. April 1856 in Sulz am Neckar; † 10. Mai 1929 in Schwäbisch Hall) war ein württembergischer Oberamtmann.

## Leben und Werk
Der Sohn eines Oberamtspflegers studierte von 1874 bis 1878 Rechtswissenschaften an der Universität Tübingen. 1878 und 1880 legte er die höheren Dienstprüfungen ab. Seine berufliche Laufbahn begann 1880 als Hilfsrichter beim Amtsgericht Leutkirch und als Assistent und stellvertretender Amtmann beim Oberamt Kirchheim. Von 1881 bis 1887 war er Amtmann beim Oberamt Gaildorf und von 1887 bis 1892 beim Oberamt Backnang. Ab 1892 leitete er als Oberamtmann das Oberamt Blaubeuren und zwischen 1901 und 1922 das Oberamt Hall. Im Jahr 1900 wurde er zum Oberamtmann des Oberamts Kirchheim ernannt, trat den Dienst dort aber nie an. 1905 wurde ihm der Titel Regierungsrat verliehen. 1922 ging er in den Ruhestand. 

## Auszeichnungen
- 1907: Ritterkreuz I. Klasse des Friedrichsordens
- 1909: Preußischer Roter Adlerorden 4. Klasse